# سان سالوادور د خوخوی
سان سالوادور ده خوخوئی (به اسپانیایی: San Salvador de Jujuy) شهری در کشور آرژانتین، استان خوخوی است که در سال ۲۰۰۹ میلادی، حدود ۲۹۸٬۰۰۰ نفر جمعیت داشته‌است.

## نگارخانه

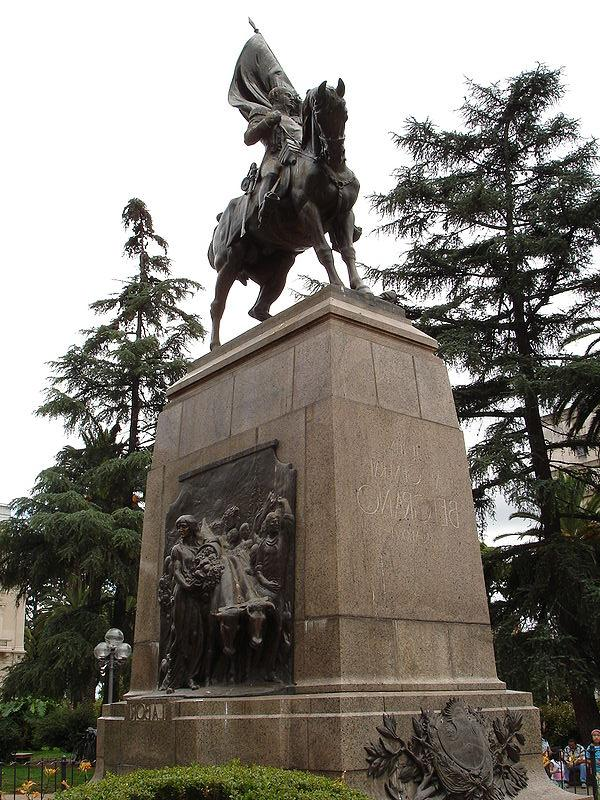
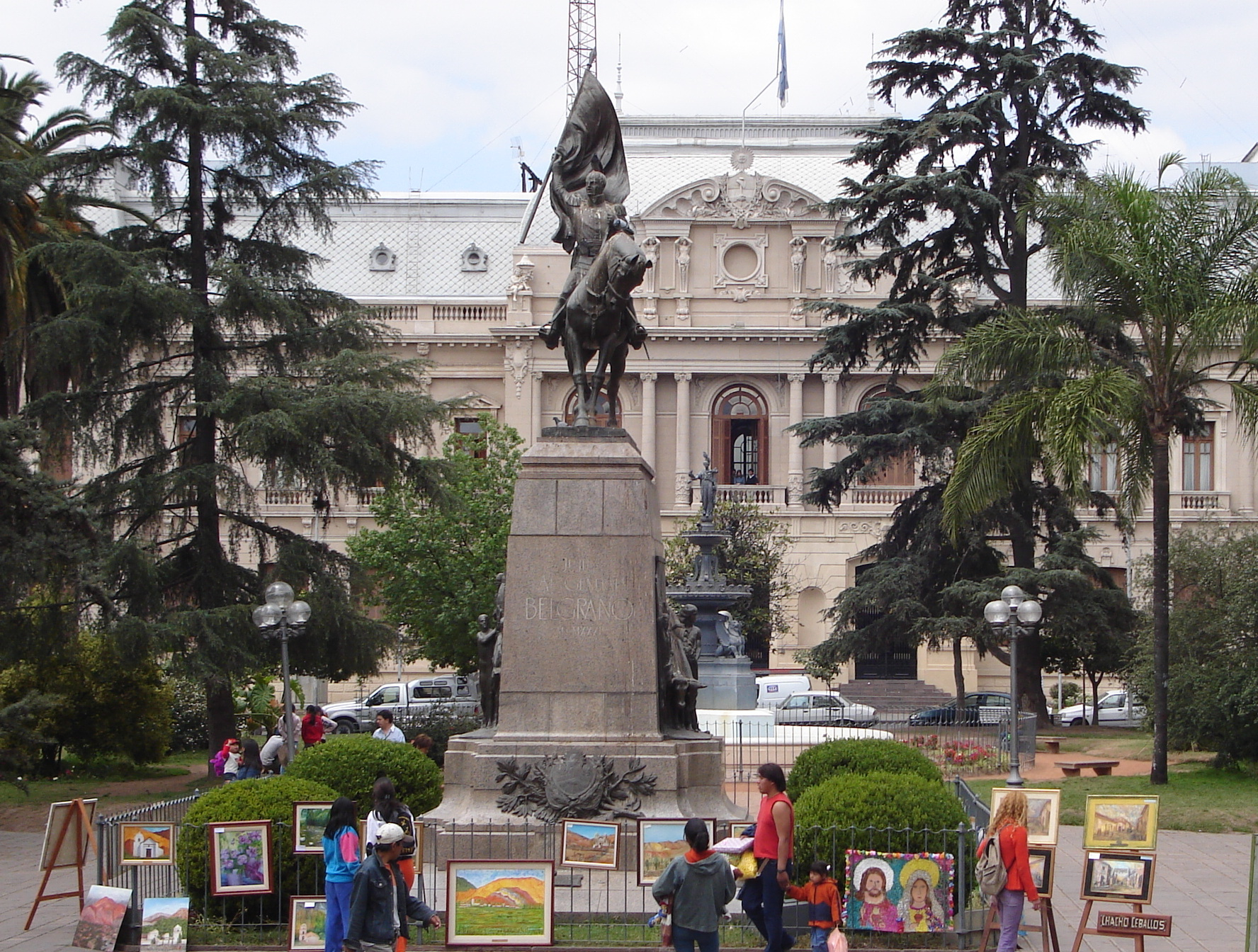
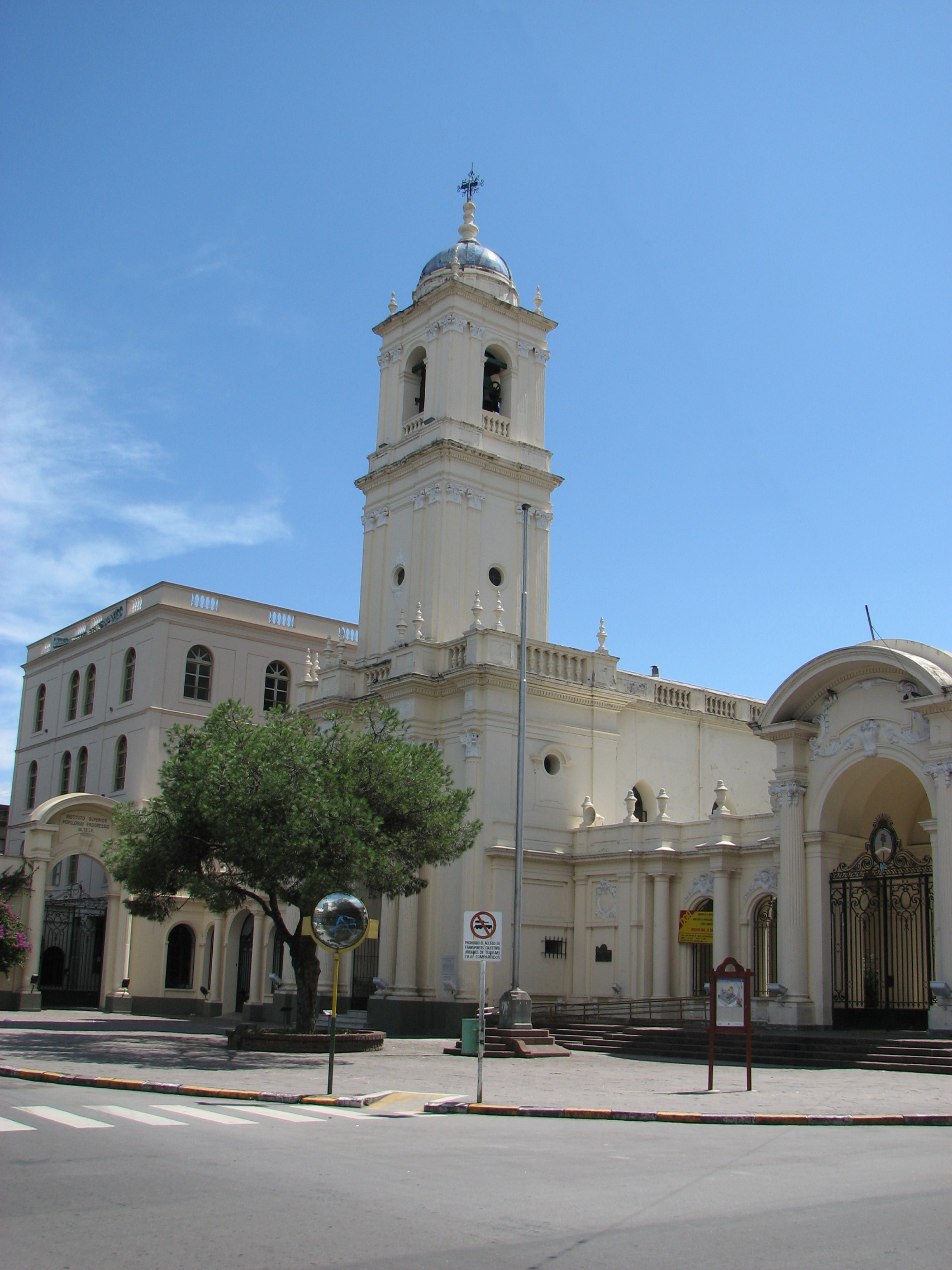
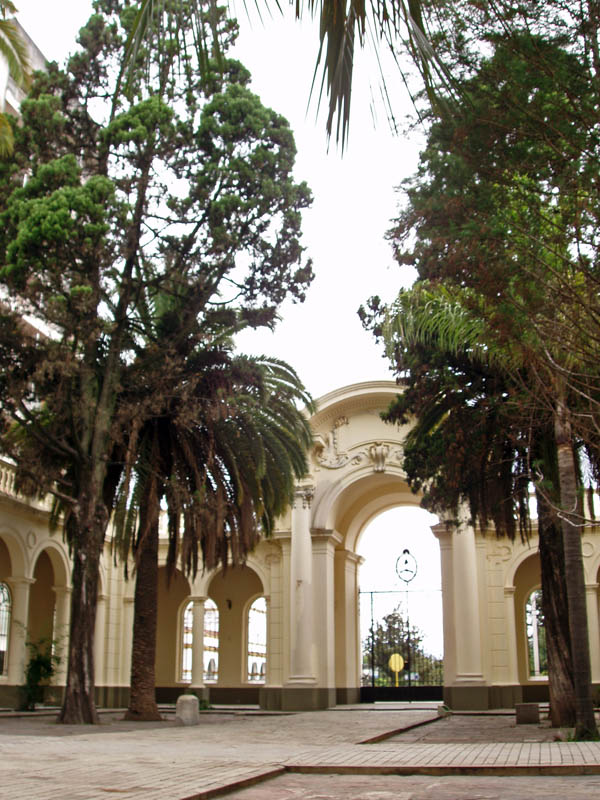